# Spencer Tunick

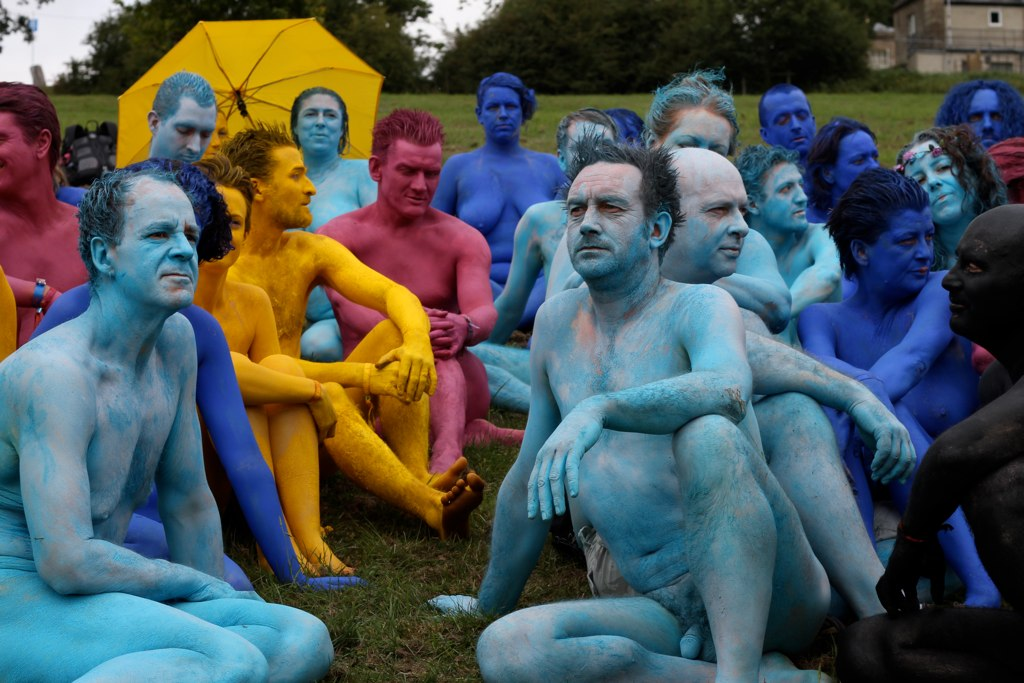
Installazione al castello di Eastnor, 8 agosto 2010.

Spencer Tunick (Middletown, 1º gennaio 1967) è un fotografo statunitense.

## Biografia
Ottenuto il Bachelor of Arts nel 1988, Tunick cominciò a fotografare nudi nelle vie di New York nel 1992. È infatti molto conosciuto per le sue fotografie che ritraggono persone nude, principalmente in contesti urbani; solo in pochi casi si tratta di nudi individuali o di piccoli gruppi inseriti in situazioni insolite.
Nel 1994 il fotografo fu arrestato nel Centro Rockfeller di Manhattan (New York), poiché in compagnia di una modella completamente nuda. Dopo aver realizzato alcune foto in altri paesi degli Stati Uniti, nell'ambito di un progetto che prese il nome di Naked States, ha operato a Londra, Lione, Melbourne, Montréal, Caracas, Santiago, San Paolo, Buenos Aires, Sydney, Newcastle, Roma e Vienna. Nel giugno del 2003 ben 7.000 persone hanno posato per lui a Barcellona. Nel maggio del 2007, a Città del Messico, ha battuto il suo record personale fotografando oltre 18.000 persone ne el Zócalo, la piazza principale della città.
I modelli da lui utilizzati sono dei volontari. Tunick ha spesso suscitato dibattiti e interrogativi per la natura della sua opera, che molti definiscono una semplice "manifestazione sociale", a sostegno della libertà di espressione. Dalle sue immagini scaturisce una tensione e una riflessione sui concetti di pubblico e privato, individuale e collettivo. L'esperimento visivo di Spencer Tunick compie un'azione livellatrice che permette di comprendere l'omogeneità umana, tramite una visione democratica del nudo, che, totalmente deprivato di umanità e sensualità, ci riporta all'oggetto-merce.

## Influenze
- Il personaggio del fotografo Blake Newman nel film francese Normandie nue (P. Le Guay, 2018) è chiaramente ispirato a Tunick.